# Harvest Moon: Tree of Tranquility
Harvest Moon: Tree of Tranquility (牧場物語 やすらぎの樹?, Bokujō Monogatari: Yasuragi no Ki) (anche conosciuto come Harvest Moon: Tree of Peace) è un videogioco di simulazione di una fattoria pubblicato il 7 giugno 2007 dalla Marvelous Interactive. È stato reso disponibile esclusivamente per console Nintendo Wii ed è il primo titolo della serie Harvest Moon ad essere pubblicato per Wii.

## Storia
Il giocatore controlla un fattore trasferitosi a vivere su un'isola, in una città che un tempo era incantata. Tuttavia, l'albero sacro dell'isola è morto, e le proprietà magiche dell'isola sono svanite. L'isola ha conseguentemente perso gran parte della sua armonia con la natura, e gli abitanti non sanno cosa fare. Scopo del giocatore è quello di ripristinare il rapporto armonioso dell'isola con la natura, facendo crescere nuove piante ed alberi, facendo amicizia con gli animali e con gli abitanti ed infine ridando nuova linfa all'albero sacro.